# Xian de Baoying
Le xian de Baoying (宝应县 ; pinyin : Bǎoyìng Xiàn) est un district administratif de la province du Jiangsu en Chine. Il est placé sous la juridiction de la ville-préfecture de Yangzhou.

## Histoire
Pendant le Grand Bond en avant, 40 000 personnes sont mortes de faim dans le district entre l'hiver 1959 et le printemps 1960.

## Démographie
La population du district était de 910 705 habitants en 1999.